# E.S.P. (альбом Bee Gees)
E.S.P. — семнадцатый студийный альбом британской группы Bee Gees, вышедший в сентябре 1987 года, первый, записанный в цифровом качестве. Это также первый полноценный альбом коллектива за последние шесть лет и первый диск, изданный под лейблом Warner Music Group. Кроме того, впервые за двенадцать лет группа воссоединилась с продюсером Арифом Мардином. Дизайн обложки выполнил американский оформитель Джери Хейден.

## Об альбоме
E.S.P. достаточно хорошо продавался в Европе, добрался до пятого места в английском чарте, до второго в чартах Норвегии и Австрии, занял лидирующую позицию в Германии и Швейцарии. При этом в США не попал даже в сотню самых популярных релизов. Всего мировые продажи составили три миллиона экземпляров.
Первый сингл с альбома, «You Win Again», занял первое место в хит-параде Великобритании, Швейцарии, Германии, Австрии и Норвегии.

## Список композиций
1. «E.S.P.» — 5:35
2. «You Win Again» — 4:01
3. «Live or Die» (Hold Me Like a Child) — 4:42
4. «Giving up the Ghost» — 4:26
5. «The Longest Night» — 5:47
6. «This is Your Life» — 4:53
7. «Angela» — 4:56
8. «Overnight» — 4:21
9. «Crazy for Your Love» — 4:43
10. «Backtafunk» — 4:23
11. «E.S.P.» (Vocal Reprise) — 0:30